# Gneu o Luci Sicini
Gneu o Luci Sicini (en llatí: Cnaeus o llatí: Lucius Sicinius) va ser un magistrat romà del segle i aC. Formava part de la gens Sicínia, una antiga família romana d'origen plebeu.
Era tribú de la plebs l'any 76 aC i va ser el primer magistrat romà que es va atrevir a atacar les lleis de Sul·la que privaven als tribuns de la plebs del seu antic poder. Va atacar també als caps aristocràtics i especialment al cònsol Gai Curió.
Ciceró diu que la seva única habilitat com a orador era la de saber fer riure al poble. Per una citació de Sal·lusti es va pensar que havia estat mort pels aristòcrates però després a aquest text se li va donar una nova interpretació.